# Elecciones estatales de Berlín Occidental de 1979
Las elecciones en Berlín Occidental del 18 de marzo de 1979 no trajeron cambios importantes en Berlín.
El SPD, por primera vez bajo el liderazgo del nuevo alcalde Dietrich Stobbe, quedó en segundo lugar con un 42,7% (+ 0,1 puntos porcentuales). 
La CDU postuló a Richard von Weizsäcker, obteniendo el 44,4% de los votos (+ 0,5 puntos porcentuales). El FDP llegó al 8,1% de los votos (+ 1,0).
Después de esto, la coalición SPD-FDP continuó bajo el alcalde Dietrich Stobbe.

## Resultados
| Resultados     | Resultados     | Resultados | Resultados | Resultados |
| -------------- | -------------- | ---------- | ---------- | ---------- |
| Hab. inscritos | Hab. inscritos | 1.533.728  |            | Escaños    |
| Votantes       | Votantes       | 1.310.553  | 85,4 %     |            |
|                | CDU            | 570.174    | 44,4 %     | 63         |
|                | SPD            | 548.060    | 42,7 %     | 61         |
|                | FDP            | 103.609    | 8,1 %      | 11         |
|                | AL             | 47.642     | 3,7 %      | —          |
|                | SEW            | 13.744     | 1,1 %      | —          |
|                | KBW            | 1.367      | 0,1 %      | —          |
| Total          | Total          |            | 100,0 %    | 135        |